# 波焦卡蒂诺
波焦卡蒂诺（義大利語：Poggio Catino），是意大利列蒂省的一个市镇。总面积15平方公里，人口1371人，人口密度91.4人/平方公里（2009年）。ISTAT代码为057052。